# Беленький (Амурская область)
Бе́ленький — посёлок в Тындинском районе Амурской области России. Образует сельское поселение Беленький сельсовет.
Посёлок Беленький, как и Тындинский район, приравнен к районам Крайнего Севера.

## История
Основан в 1974 году на месте существовавшего с 1937 по 1941 год села. Назван в память геолога А. Беленького, исследовавшего север Амурской области.

## География
Расположен в 45 км к югу от районного центра, города Тында. Через посёлок проходит Байкало-Амурская магистраль («Малый БАМ», линия Бам — Тында) и автодорога «Лена» (участок Невер — Тында).
Посёлок стоит на левом берегу реки Тында. На юг от посёлка идёт дорога к пос. Аносовский.

## Инфраструктура
- Станция Беленькая; с 1997 года восточный участок БАМа относится к Дальневосточной железной дороге.

## Население
| 2002 | 2010 | 2012 | 2013 | 2014 | 2015 | 2016 |
| ---- | ---- | ---- | ---- | ---- | ---- | ---- |
| 191  | ↗203 | ↘200 | ↘193 | ↘179 | ↗183 | ↘169 |
| 2017 | 2018 |      |      |      |      |      |
| ↘166 | ↘154 |      |      |      |      |      |